# David Albelda
David Albelda Aliqués, (La Pobla Llarga, 1. rujna 1977.), španjolski je bivši nogometaš. Igrao je na poziciji zadnjeg veznog igrača. 

## Klupska karijera
Albelda je svoju karijeru započeo kao obrambeni vezni igrač, te je bio na dvijema zasebnim posudbama u Villarrealu. Nakon povratka u Valenciju, igrao je veliku ulogu u momčadi koja je bila finalist dvije Lige prvaka, te momčadi koja je osvojila Kup UEFA 2004. Od sezone 2001./02., kada je otišao Gaizka Mendieta, preuzeo je kapetansku traku. 
U prosincu 2007. Albelda je sa svojim momčadskim kolegama Santiago Cañizaresom i Angulom izbačen iz momčadi, nakon što je Ronald Koeman došao za trenera Valencije.
Kao odgovor na to, dana 2. siječnja 2008., Albeldin je odvjetnik tvrdio da je Valencia ignorirala njegova klijenta, te je zatražio prijateljski raskid suradnje. Kasnije, nije trenirao sa suigračima, a uz to odigrao je samo 4 utakmice i nadao se je odlasku iz kluba.
Koncem travnja 2008., Koeman je dobio ostavku, a zamijenio ga je Voro. Pod njime se vratio u momčad i bio stalan član prvih jedanaest.
U sezoni 2008./09., Valencija je promijenila kompletan upravni odbor, a na mjesto trenera došao je Unai Emery. Albelda je odlučio ostati u klubu i potpisati novi ugovor.
U lipnju 2013. je Albelda obavijestio javnost da neće produžiti svoj ugovor s Valencijom. Dva mjeseca kasnije je otišao u mirovinu.

## Reprezentativna karijera
Debitirao je za Španjolsku reprezentaciju 5.rujna 2001. u pobjedi nad Lihtenštajnom 2-0 u kvalifikacijama za Svjetsko nogometno prvenstvo 2002. Albelda je bio član reprezentacije na Svjetskim prvenstvima 2002. i 2006.,kao i na Europskom prvenstvu 2004. Sa Španjolskom je osvojio srebro na Ljetnim olimpijskim igrama u Sydneyu 2000.

## Vanjske poveznice
- Profil BDFutbol